# Russell Henderson
Russell Audley Ferdinand Henderson, né le 7 janvier 1924 à Port of Spain et mort le 18 août 2015 à Londres, est un musicien britannique d'origine trinidadienne.

## Biographie
Pianiste et percussionniste (steel drum), il fonde un quartet dans les années 1940 et acquiert une certaine notoriété dans son pays d'origine. En 1951, il part à Londres pour y étudier le piano à l'University of North London. Il interrompt rapidement ses études et fonde le premier steelband d'Angleterre, avec Sterling Betancourt.
Il est l'un des fondateurs et des principaux organisateurs du Carnaval de Notting Hill, qui se déroule chaque année dans le quartier de Notting Hill à Londres, depuis 1966. À partir de 1970, il enseigne le steel drum dans les écoles de Londres.
En 2006, il est décoré de l'Ordre de l'empire britannique, pour «services rendus à la musique».